# Gerichtsorganisation in Luxemburg
Die Organisation der Gerichtsbarkeit in Luxemburg folgt in seinem institutionellen Aufbau wie auch ihrer Funktion dem international üblichen Schema.

## Gerichtsbarkeiten

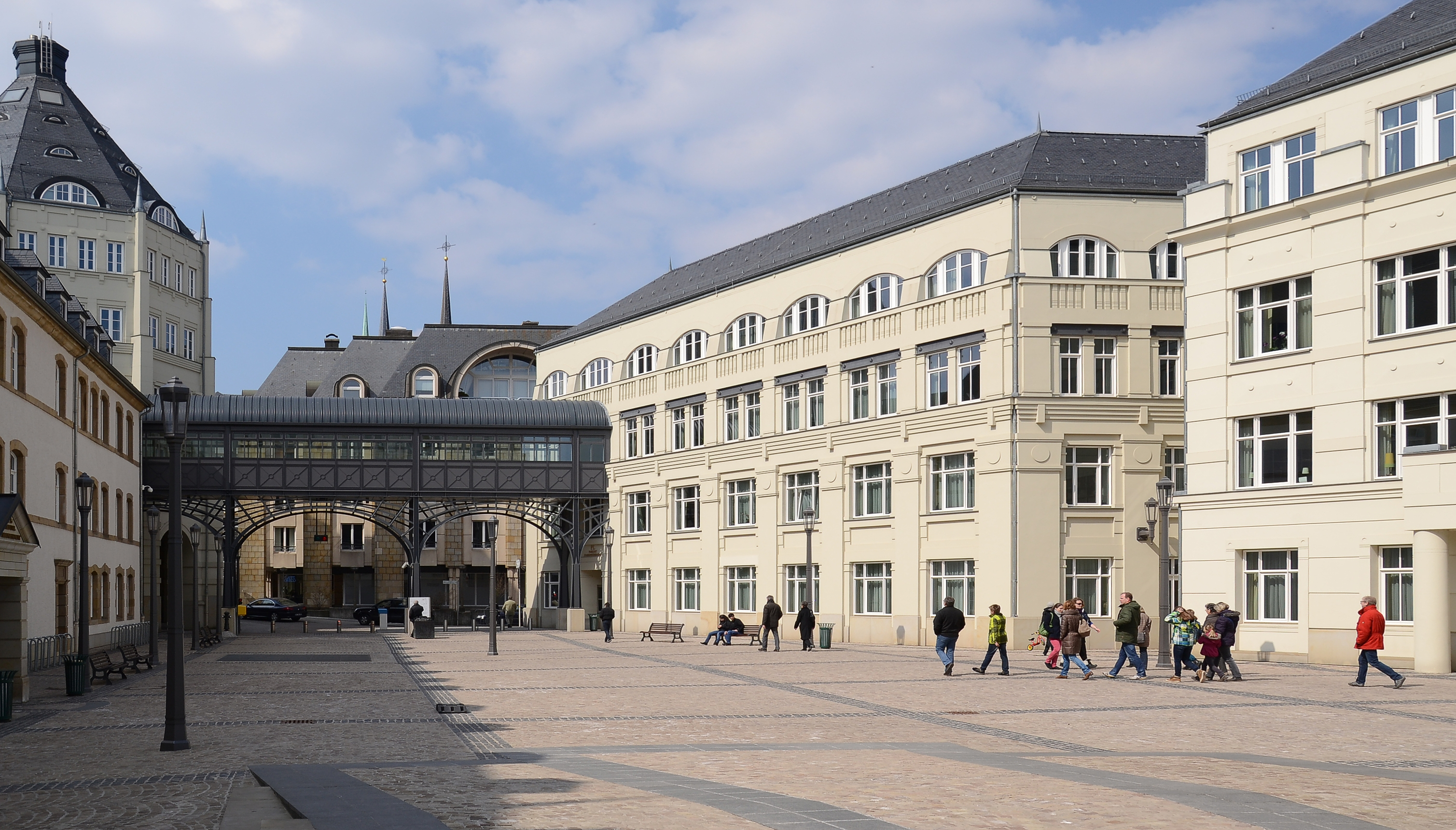
Justizbehörden in der Cité Judiciare: Gebäudekomplex auf dem Heiliggeistplateau in Luxemburg

Aufgrund der Gewaltenteilung müssen Rechtsstreitigkeiten unter Privatpersonen (Privatrecht) und öffentlich-rechtliche Gerichtsfälle, in denen sich Bürger und Staat gegenüberstehen, von getrennten Gerichtszweigen behandelt werden.
Nach Zuständigkeit wird in Luxemburg zwischen ordentlichen Gerichten, die die Zivil- und Handelsgerichtsbarkeit sowie die Strafjustiz abdecken, Sozialgerichten, Verwaltungsgerichten und Militärgerichten unterschieden.
Der Verfassungsgerichtshof ist für alle Fragen der Verfassungsmäßigkeit eines Gesetzes und der korrekten Anwendung des Gesetzgebungsverfahrens zuständig.

### Ordentliche Gerichtsbarkeit
- Friedensgericht
  - Friedensgericht für Zivil- und Handelssachen
  - Arbeitsgericht
  - Polizeigericht
- Bezirksgericht
  - Kammern für Zivil-, Handels- und Strafsachen
  - Jugend- und Vormundschaftsgericht
- Obergericht mit Sitz in Luxemburg
  - Appellationsgericht
  - Kassationsgerichtshof
  - Generalstaatsanwaltschaft (Parquet général)
  - Oberster Rat der Sozialversicherungen

Vereinfacht ausgedrückt (ohne Berücksichtigung besonderer Zuständigkeiten) ist das Friedensgericht die erste Instanz für geringfügige Zivilgerichtsfälle mit einem Streitwert bis zu 10.000 Euro und das Bezirksgericht die erste Instanz für Fälle mit einem darüber liegenden Streitwert. Das Polizeigericht befasst sich im Wesentlichen mit Übertretungen und das Bezirksgericht durch seine Kammern für Strafsachen mit Vergehen und Verbrechen.
Berufungen gegen Urteile des Friedensrichters und des Polizeigerichts kommen vor das Bezirksgericht, Berufungen gegen Urteile des Arbeitsgerichts und des Bezirksgerichts kommen vor das Appellationsgericht (Berufungsgericht).
Es gibt drei Friedensrichter, einen in der Stadt Luxemburg, einen in Esch/Alzette und einen in Diekirch. Es gibt zwei Bezirksgerichte, eins im Gerichtsbezirk der Stadt Luxemburg und eins im Gerichtsbezirk Diekirch. Das Obergericht (mit Berufungsgericht und Kassationsgerichtshof sowie der Generalstaatsanwaltschaft) existiert nur einmal, ist als oberste Instanz für das ganze Land zuständig und hat seinen Sitz in der Stadt Luxemburg.

### Sozialgerichtsbarkeit
- Schlichtungsrat der Sozialversicherungen
- Oberster Rat der Sozialversicherungen

Die letzte Instanz bei der Sozialgerichtsbarkeit ist der Kassationsgerichtshof.

### Verwaltungsgerichtsbarkeit
- Verwaltungsgericht
- Verwaltungsgerichtshof

### Militärische Gerichtsbarkeit
- Kriegsrat
- Appellationshof (Militärgericht)
- Hoher Militärgerichtshof

## Funktionsweise des Gerichtswesens

### Grundprinzipien
Jeder hat das Recht, seine Streitigkeit einem Gericht vorzulegen und eine Entscheidung darüber zu erwirken. Menschen, die nicht über die Mittel verfügen, sich einen Anwalt zu leisten (häufig besteht Anwaltspflicht), können daher einen kostenlosen Rechtsbeistand beantragen.
Was man im Französischen „principe du double degré de juridiction“ nennt, bedeutet nichts anderes, als dass grundsätzlich jeder Fall sowohl sachlich als auch rechtlich zweimal beurteilt werden kann. Aus diesem Grund gibt es vor den luxemburgischen Gerichten immer zwei Instanzen:
Bei Angelegenheiten mit geringem Streitwert, der ersten aber auch der letzten Instanz, ist keine Berufung mehr möglich, sondern nur ein Rechtsbehelf vor dem Kassationsgericht: bis zu 2.000 € vor dem Friedensgericht (ausgenommen Unterhaltssachen, Besitzklagen, Dienstbarkeiten, Bürgschaften u. a.), bis zu 1.250 € vor dem Arbeitsgericht, vor dem Bezirksgericht in Fällen, in denen dieses ausschließlich zuständig ist, und vor der Schlichtungsstelle der Sozialversicherung.
Es ist zu beachten, dass es sich beim Kassationsgericht nicht um eine dritte Instanz handelt, da es nicht mehr über Tatsachen urteilt, sondern nur noch die korrekte Anwendung der Gesetze prüft.

### Richter
Die Richter müssen unparteiisch und unabhängig sein, d. H. Sie dürfen nicht Partei ergreifen oder sich von Vorurteilen leiten lassen, und die Organisation jeder Justiz muss die notwendigen Garantien bieten, dass kein Zweifel an Unparteilichkeit und Unabhängigkeit bestehen kann (z. B. darf ein Richter erster Instanz nicht in einer nächsthöheren Instanz sitzen, ein Richter darf nicht vorsitzen wenn er eine Streitpartei gut kennt; er darf er nicht verschiedene Zusatzberufe oder andere unvereinbare Funktionen ausüben, er darf die Exekutive nicht nach der Auslegung eines Gesetzestextes befragen).

### Gerichtsverhandlungen
Gerichtsverhandlungen und Urteilsverkündungen müssen öffentlich stattfinden. Dieser Grundsatz schafft eine transparente Justiz, die eine weitere Garantie für ihre Unparteilichkeit darstellt. In Ausnahmefällen kann eine Gerichtsverhandlung auch hinter verschlossenen Türen stattfinden, ein solches huis clos ist nur in seltenen Ausnahmefällen angebracht.
In jedem Fall muss innerhalb einer angemessenen Frist eine Entscheidung getroffen werden. Unter anderem wurde Luxemburg bereits mehrfach von den Straßburger Richtern wegen Verstoßes gegen diesen Punkt des Artikels 6 der Europäischen Menschenrechtskonvention verurteilt, die vom Land die Einrichtung einer Gerichtsorganisation fordern, die nicht nur urteilt, sondern auch die Prozessparteien selbst macht es unmöglich, ein Geschäft über Jahre hinweg in die Länge zu ziehen.
Ein Gerichtsverfahren wird von einem Richter allein oder im Kollegium geleitet. Es gibt nur einen Richter am Friedensgericht, ein Kollegium aus jeweils drei am Bezirksgericht (außer in Ausnahmefällen), ebenso am Berufungsgericht, den Sozial- und Verwaltungsgerichten, fünf am Kassationsgericht und am Verfassungsgericht. Gewählt wird mit absoluter Mehrheit der Stimmen.

### Staatsanwaltschaft
Für Verfahren vor den Friedens-, Polizei- und Bezirksgerichten sind die Staatsanwaltschaften der beiden Gerichtsbezirke (Luxemburg und Diekirch) zuständig, die beim jeweiligen Bezirksgericht angesiedelt sind.
Die staatsanwaltlichen Funktionen beim Obergericht liegen in der Hand der Generalstaatsanwaltschaft (Parquet général).
Die Gerichtsschreiber unterstützen den Richter bei allen Schreibarbeiten und Protokollen.
Während der jährlichen Gerichtsferien vom 16. Juli bis zum 15. September sowie zwei Wochen vor Ostern werden Prozesse zwar fortgesetzt, jedoch mit reduzierter Anzahl von Sitzungstagen.